# Pyrgus
Pyrgus är ett släkte av fjärilar som beskrevs av Jacob Hübner 1819. Pyrgus ingår i familjen tjockhuvuden, Hesperiidae.

## Dottertaxa tillPyrgus, i alfabetisk ordning[1][2]
- Pyrgus alpina (Erschoff, 1874)
- Pyrgus alveus (Hübner, 1802), Kattunvisslare
  - Pyrgus alveus alticola (Rebel, 1910)
  - Pyrgus alveus ballatae (Oberthür, 1910)
  - Pyrgus alveus centralitaliae (Verity, 1920)
  - Pyrgus alveus numida (Oberthür, 1910)
  - Pyrgus alveus reverdini (Oberthür, 1912)
  - Pyrgus alveus sifanicus Grum-Grshimailo, 1891
  - Pyrgus alveus speyeri (Staudinger, 1887)
- Pyrgus andromedae (Wallengren, 1853), Blomvisslare
- Pyrgus armoricanus (Oberthür, 1910), Backvisslare
  - Pyrgus armoricanus alboreducta (Alberti, 1974)
  - Pyrgus armoricanus corsicus (Oberthür, 1919)
  - Pyrgus armoricanus disjuncta (Alberti, 1940)
  - Pyrgus armoricanus fulvoinspersa (Verity, 1919)
  - Pyrgus armoricanus persica (Reverdin, 1913)
- Pyrgus badachschana (Alberti, 1939)
  - Pyrgus badachschana sakai de Jong, 1980
- Pyrgus barrosi  Ureta, 1958
- Pyrgus bellieri  (Oberthür, 1910)
  - Pyrgus bellieri picena (Verity, 1920)
- Pyrgus bieti (Oberthür, 1886)
  - Pyrgus bieti yunnana (Oberthür, 1912)
- Pyrgus bocchoris (Hewitson, 1874)
  - Pyrgus bocchoris trisignatus (Mabille, 1875)
- Pyrgus cacaliae (Rambur, 1839)
  - Pyrgus cacaliae prosensis Kauffmann, 1956
- Pyrgus carlinae (Rambur, 1839)
  - Pyrgus carlinae cirsii (Rambur, 1839)
  - Pyrgus carlinae cottiana Kauffmann, 1955
  - Pyrgus carlinae ochroides Kauffmann, 1951
- Pyrgus cashmirensis Moore, 1874
  - Pyrgus cashmirensis lilliput Wyatt & Omoto, 1966
  - Pyrgus cashmirensis pumilus de Jong, 1979
- Pyrgus centaureae (Rambur, 1839), Myrvisslare
  - Pyrgus centaureae loki Evans, 1953
  - Pyrgus centaureae schoyeni Opheim, 1959
- Pyrgus cinarae (Rambur, 1838)
- Pyrgus communis (Grote, 1872)
- Pyrgus crisia Herrich-Schäffer, 1864
- Pyrgus darwazica Grum-Grshimailo, 1890
  - Pyrgus darwazica distinctus de Jong, 1979
- Pyrgus dejeani (Oberthür, 1912)
- Pyrgus fides Hayward, 1942
- Pyrgus fritillarius (Poda, 1761)
  - Pyrgus fritillarius moeschleri (Herrich-Schäffer, 1854)
- Pyrgus iliensis (Reverdin, 1912)
  - Pyrgus iliensis colurnus Kauffmann, 1955
- Pyrgus limbata (Erschoff, 1877)
  - Pyrgus limbata nigella (Weeks, 1902)
- Pyrgus maculatus (Bremer & Grey, 1853)
  - Pyrgus maculatus bocki (Oberthür, 1912)
  - Pyrgus maculatus thibetanus (Oberthür, 1891)
- Pyrgus malvae (Linnaeus, 1758), Smultronvisslare
  - Pyrgus malvae coreanus Warren, 1957
  - Pyrgus malvae kauffmanni Alberti, 1955
- Pyrgus malvoides (Elwes & Edwards, 1897)
- Pyrgus melotis (Duponchel, 1832)
- Pyrgus notatus (Blanchard, 1852)
- Pyrgus oberthuri (Leech, 1891)
- Pyrgus oileus (Linnaeus, 1767)
  - Pyrgus oileus brenda Evans, 1942
- Pyrgus onopordi (Rambur, 1839)
- Pyrgus pontica (Reverdin, 1914)
- Pyrgus ruralis (Boisduval, 1852)
  - Pyrgus ruralis macdunnoughi (Oberthür, 1913)
- Pyrgus scriptura (Boisduval, 1852)
- Pyrgus serratulae (Rambur, 1839), Fingerörtsvisslare
  - Pyrgus serratulae alveoides (Staudinger, 1901)
  - Pyrgus serratulae caecus (Freyer, 1852)
  - Pyrgus serratulae grisescens (Alberti, 1970)
  - Pyrgus serratulae kotschi Alberti, 1957
  - Pyrgus serratulae uralensis (Warren, 1926)
- Pyrgus sibirica (Reverdin, 1911)
- Pyrgus sidae (Esper, 1784)
  - Pyrgus sidae evansi Alberti, 1957
  - Pyrgus sidae occidua (Verity, 1925)
- Pyrgus signata (Blanchard, 1852)
- Pyrgus veturius Plötz, 1884
- Pyrgus wrefordi Evans, 1951
- Pyrgus wyandot Edwards, 1863
  - Pyrgus wyandot freija (Warren, 1924)

## Bildgalleri

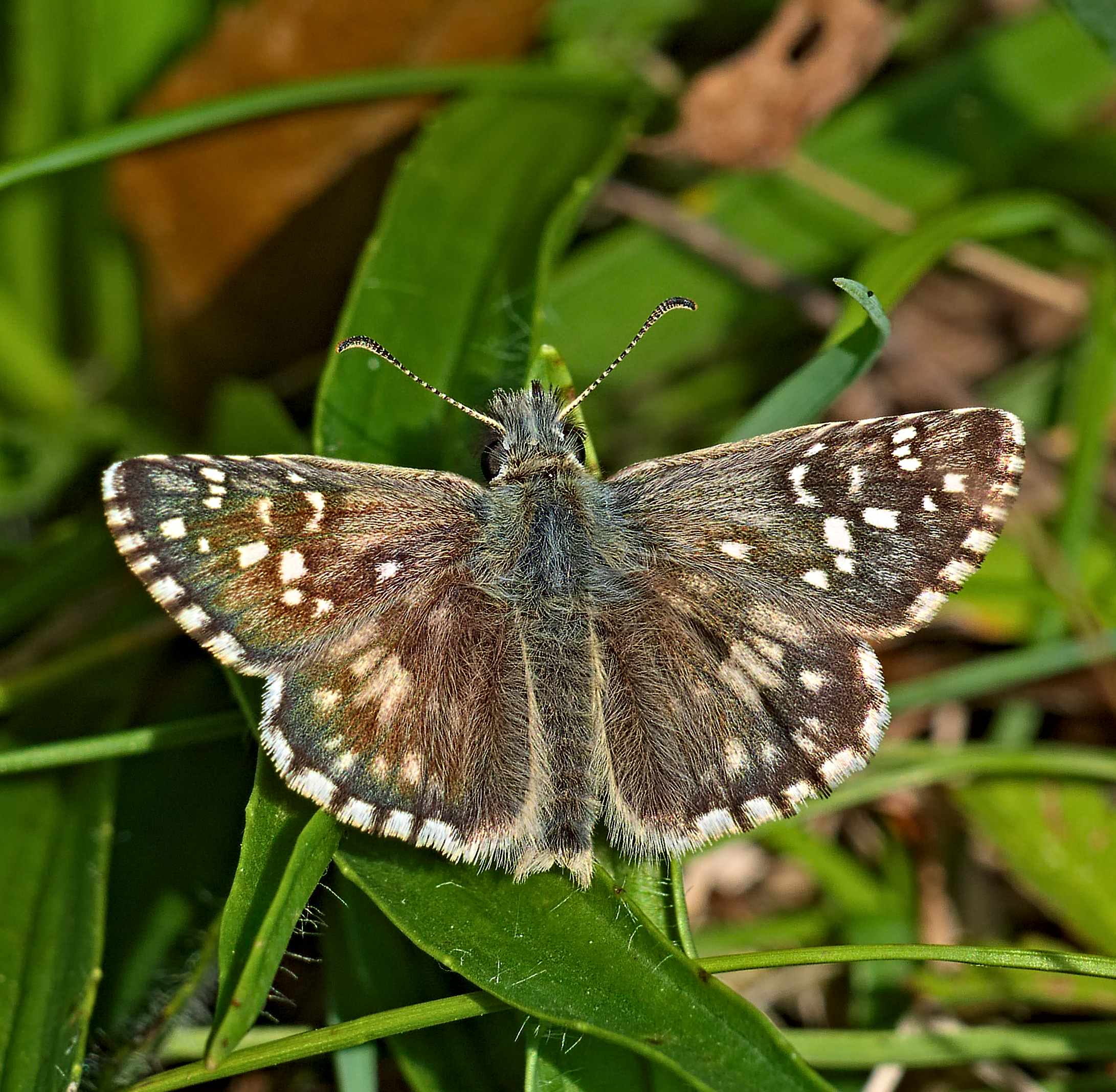
Kattunvisslare, Pyrgus alveus
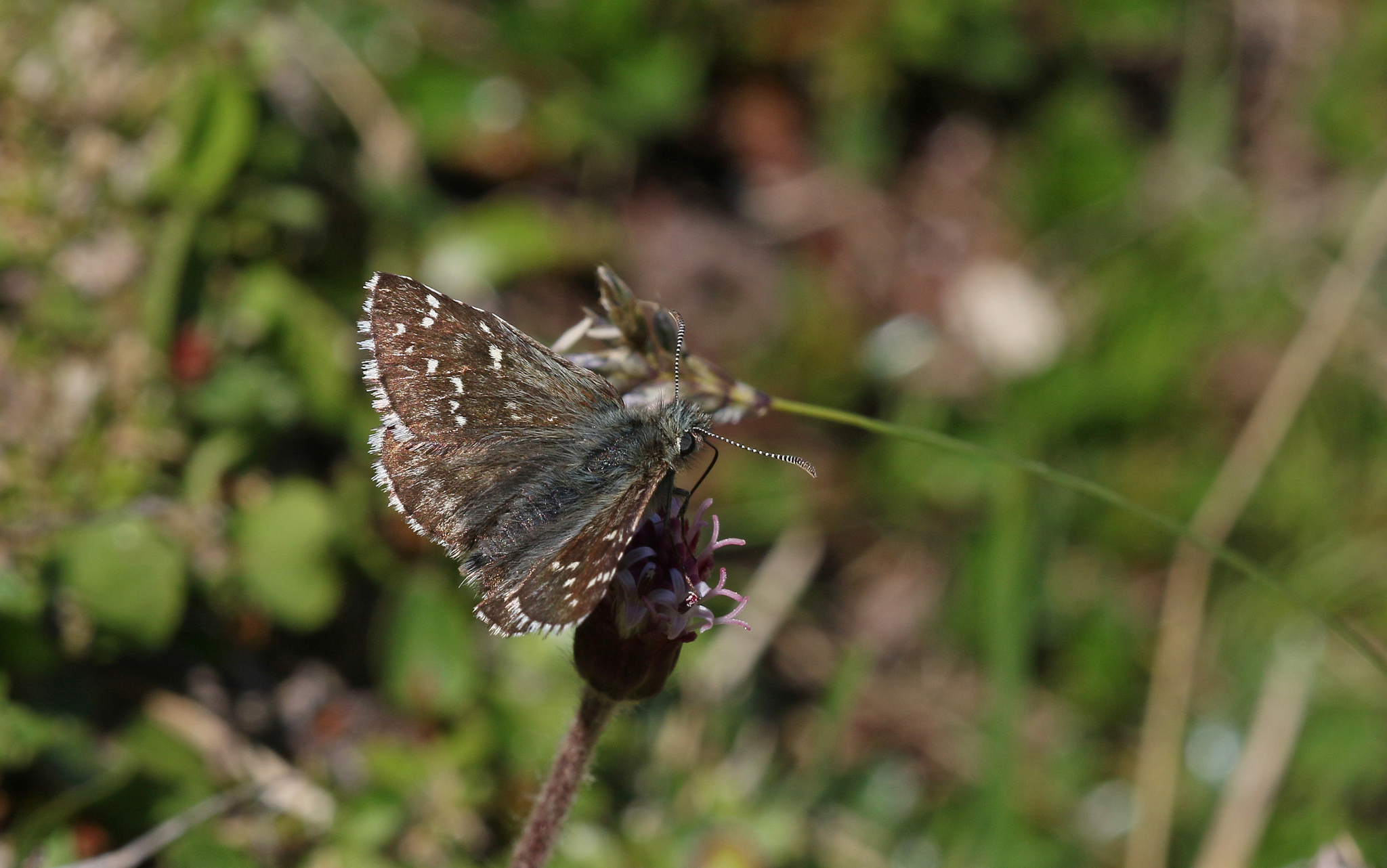
Blomvisslare, Pyrgus andromedae
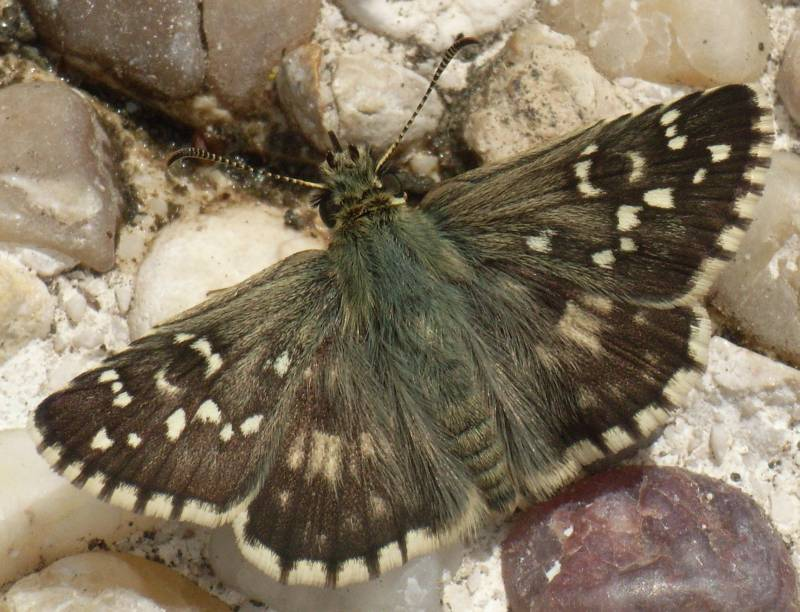
Backvisslare, Pyrgus armoricanus
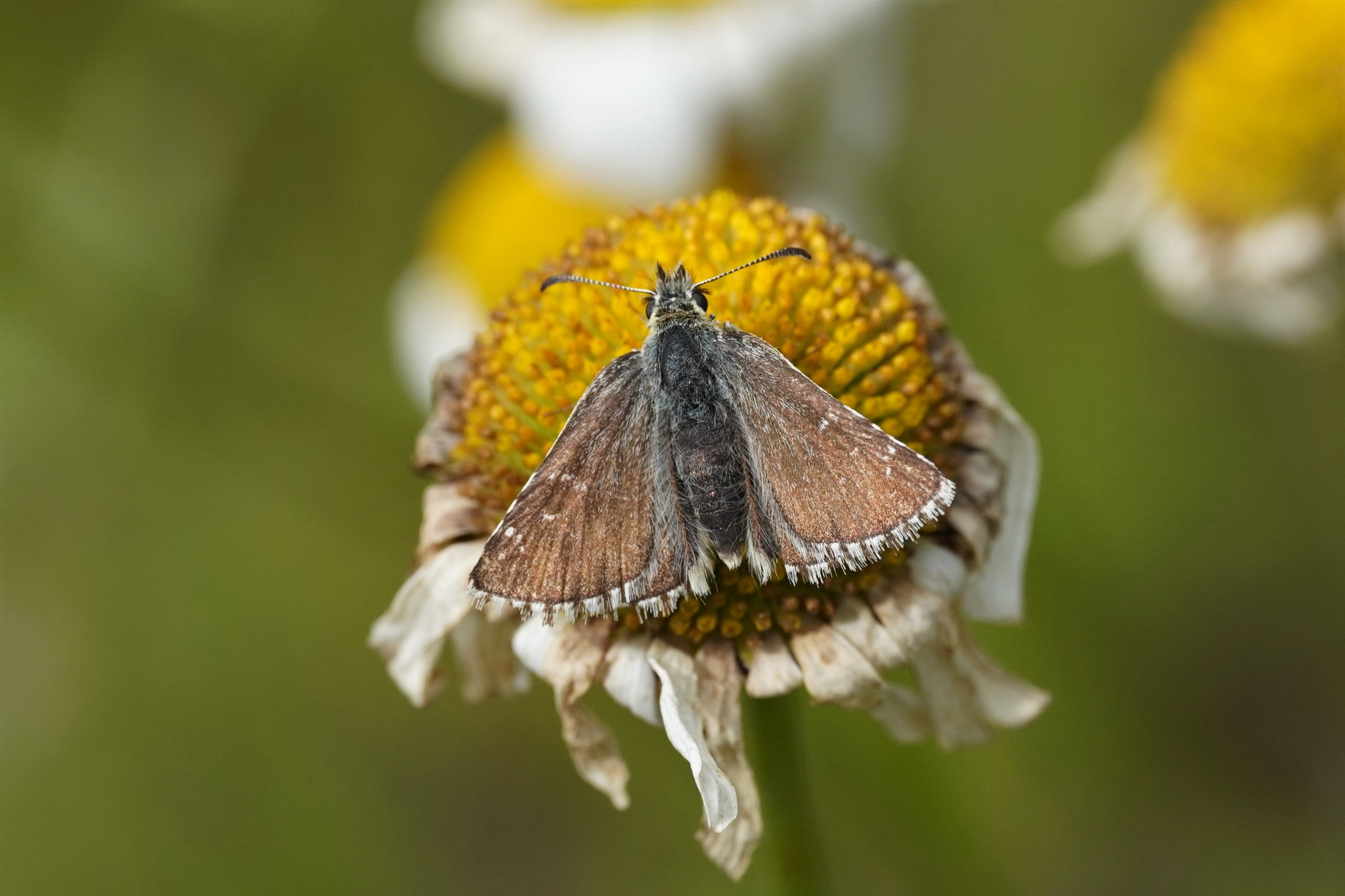
Pyrgus cacaliae
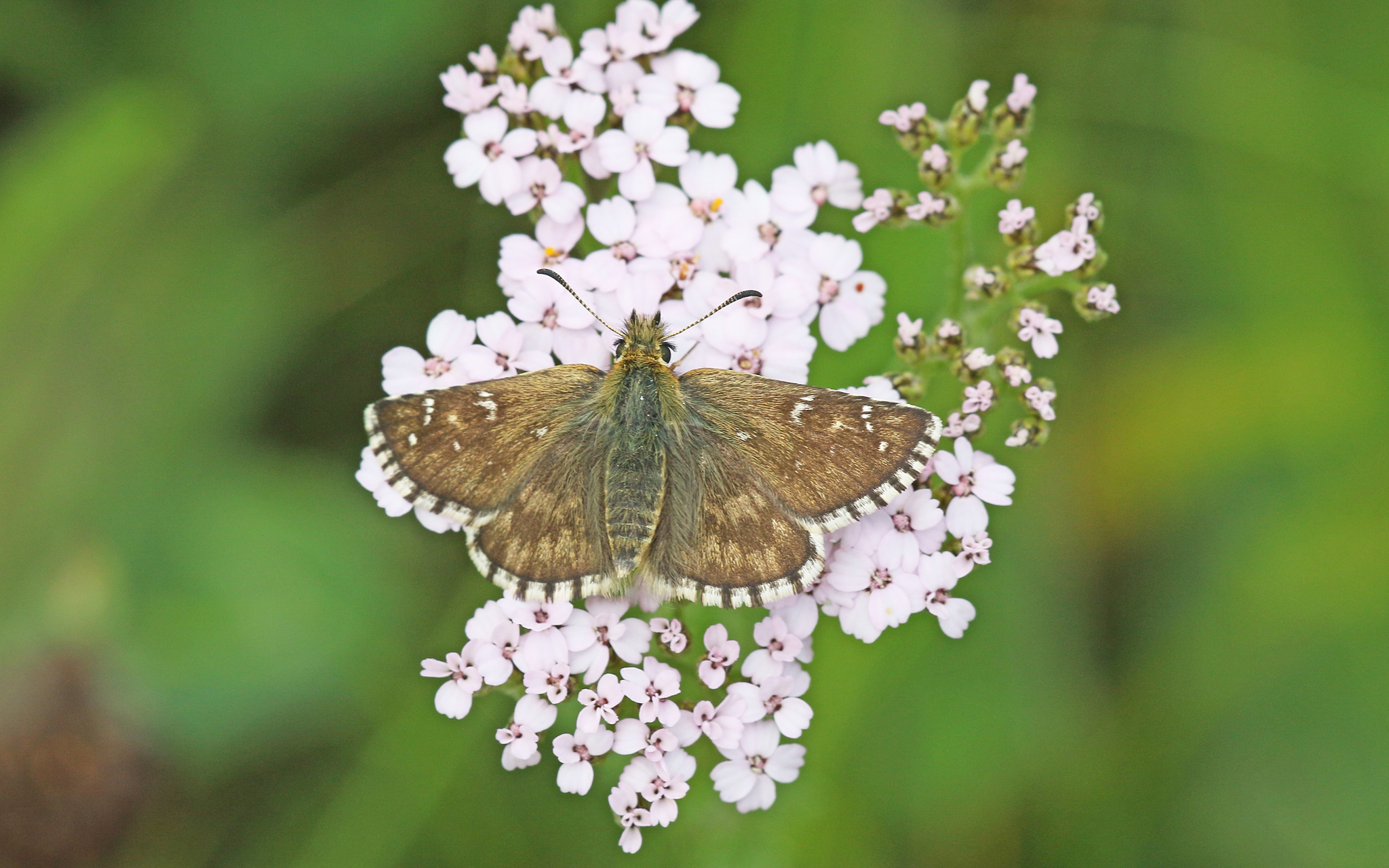
Pyrgus carlinae
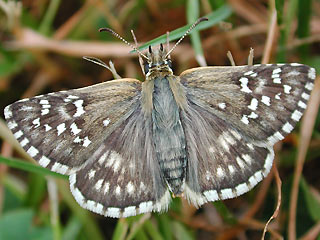
Pyrgus fritillarius
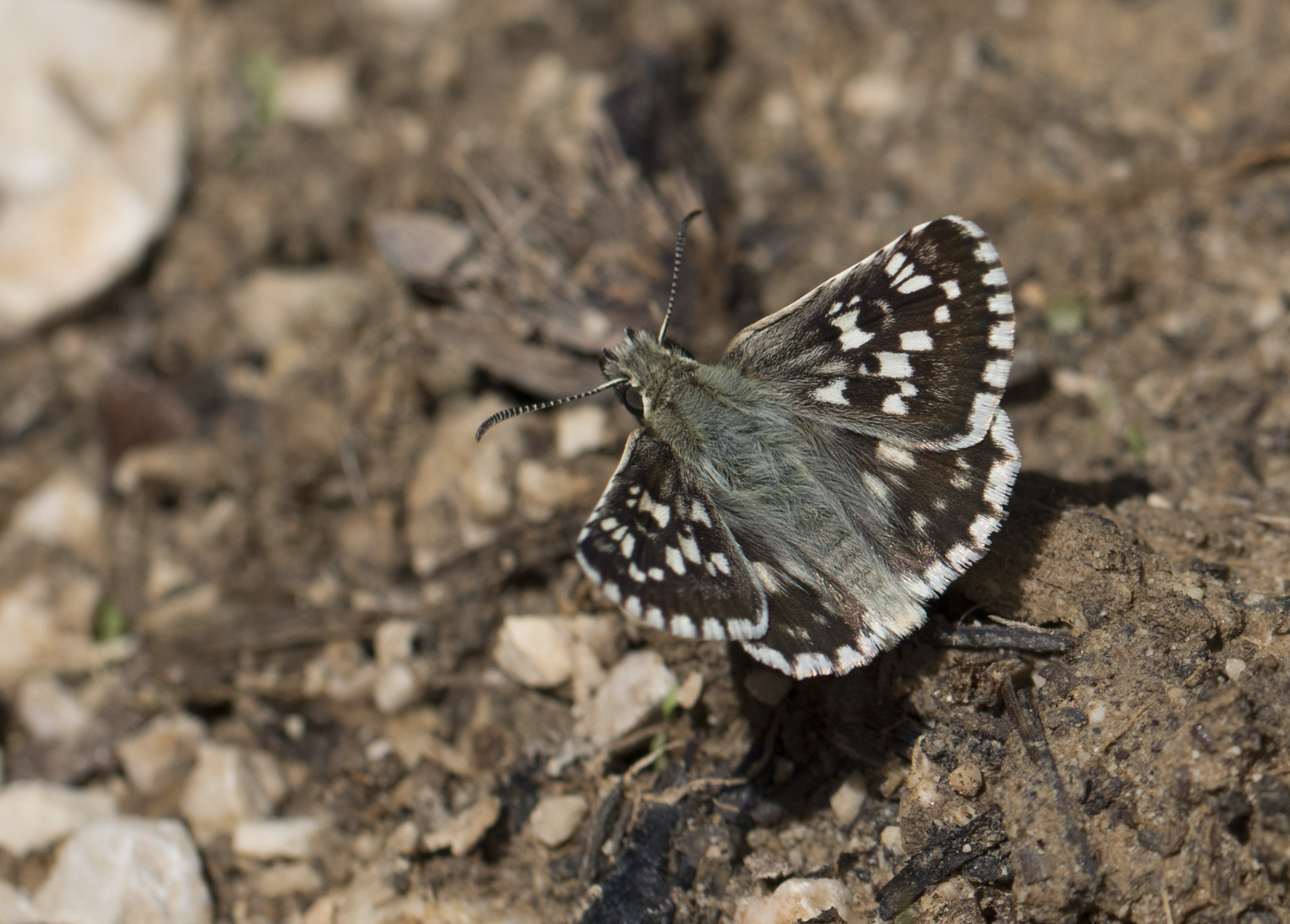
Pyrgus cinarae
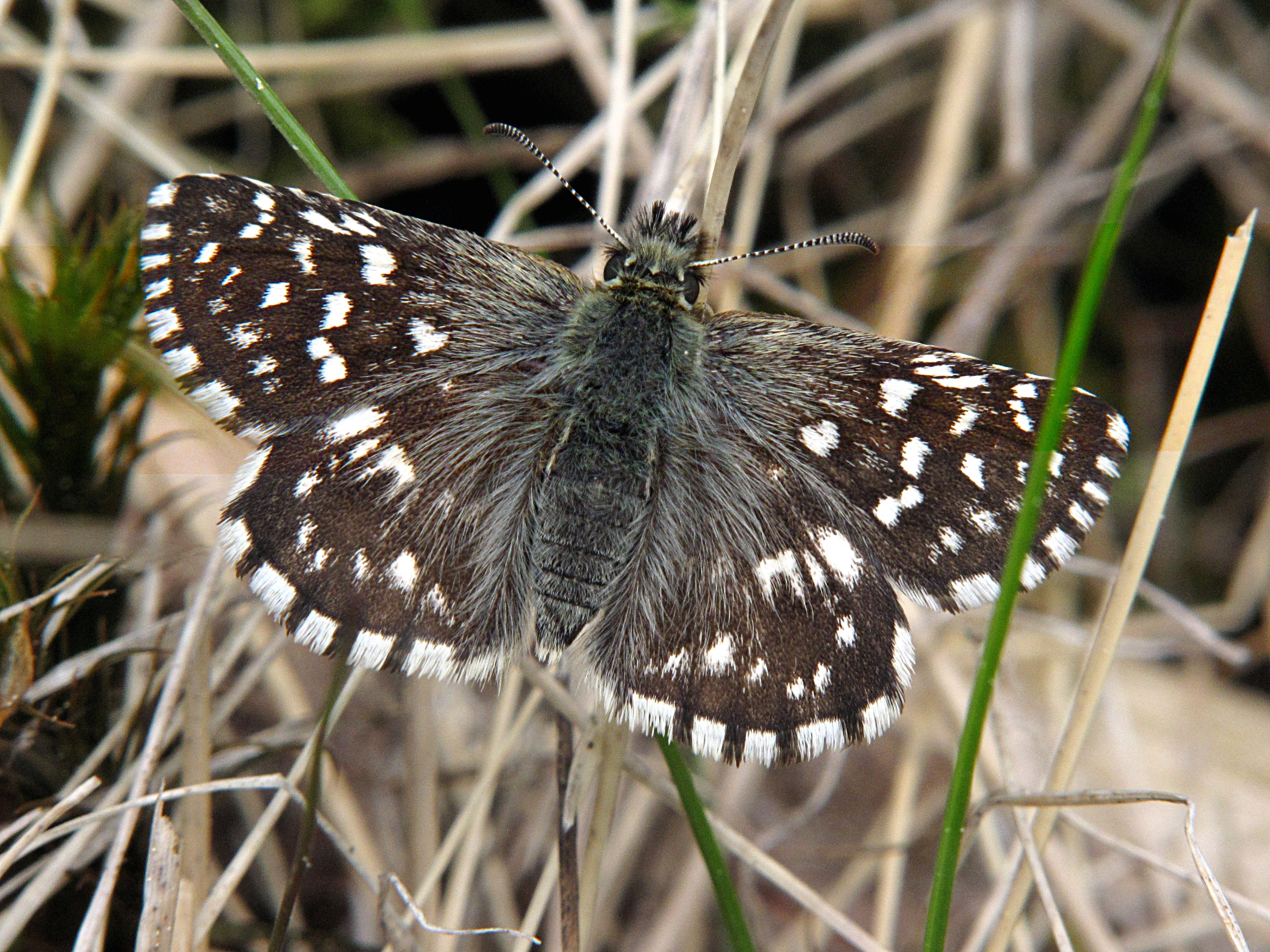
Smultronvisslare, Pyrgus malvae
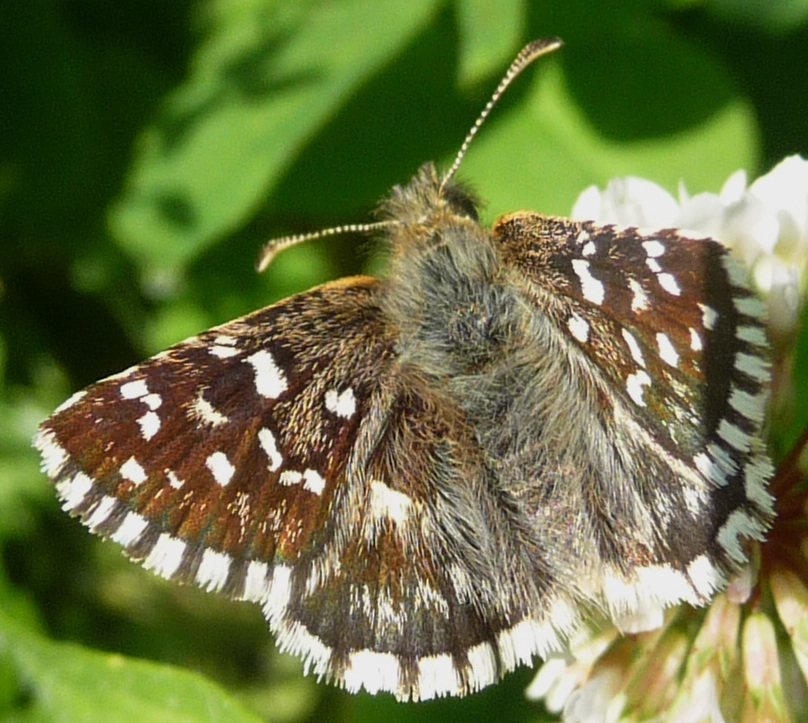
Pyrgus malvoides
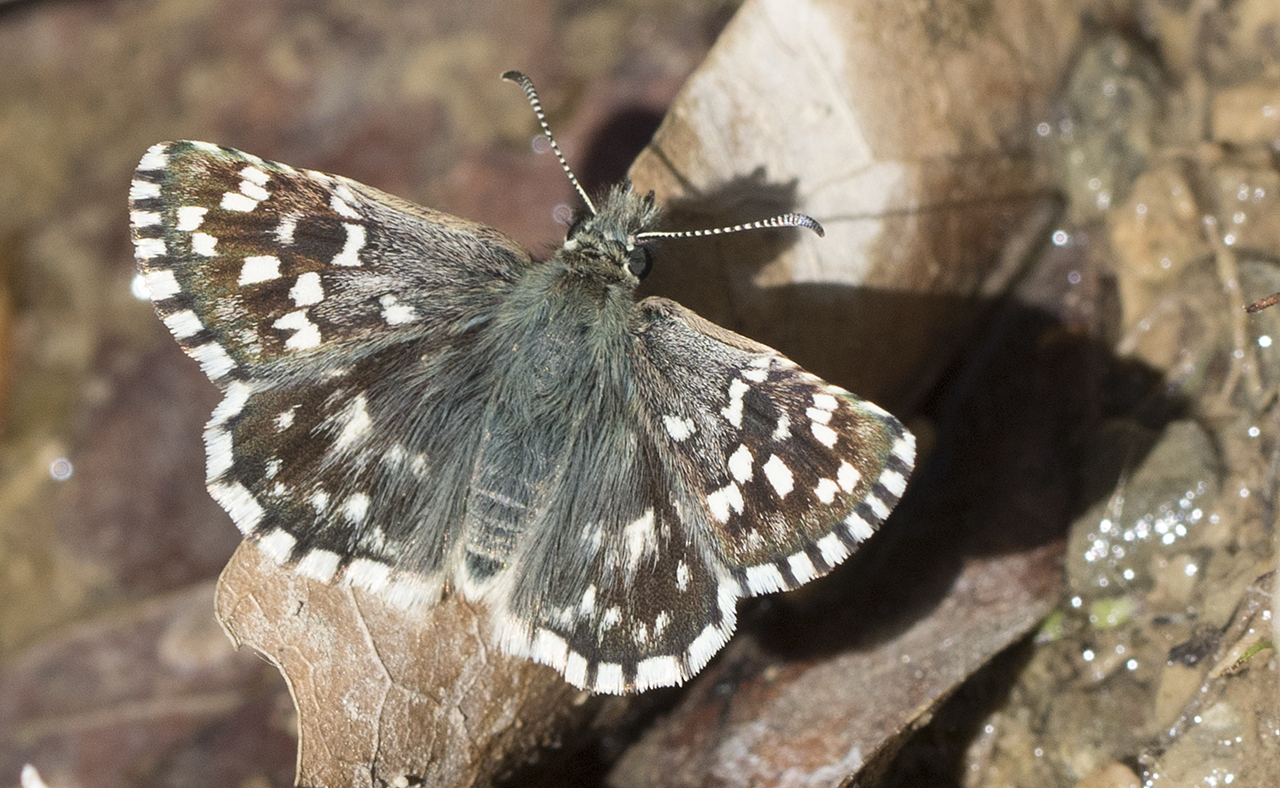
Pyrgus melotis
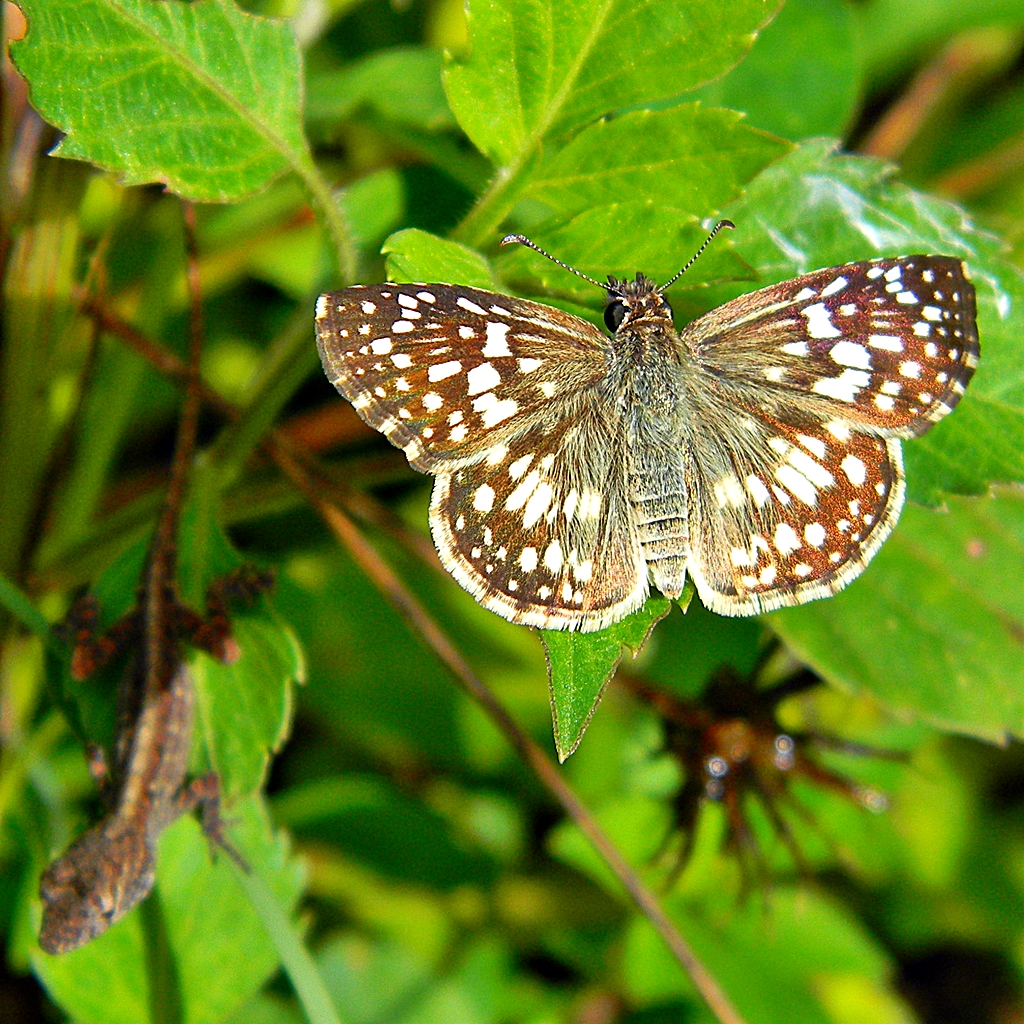
Pyrgus oileus
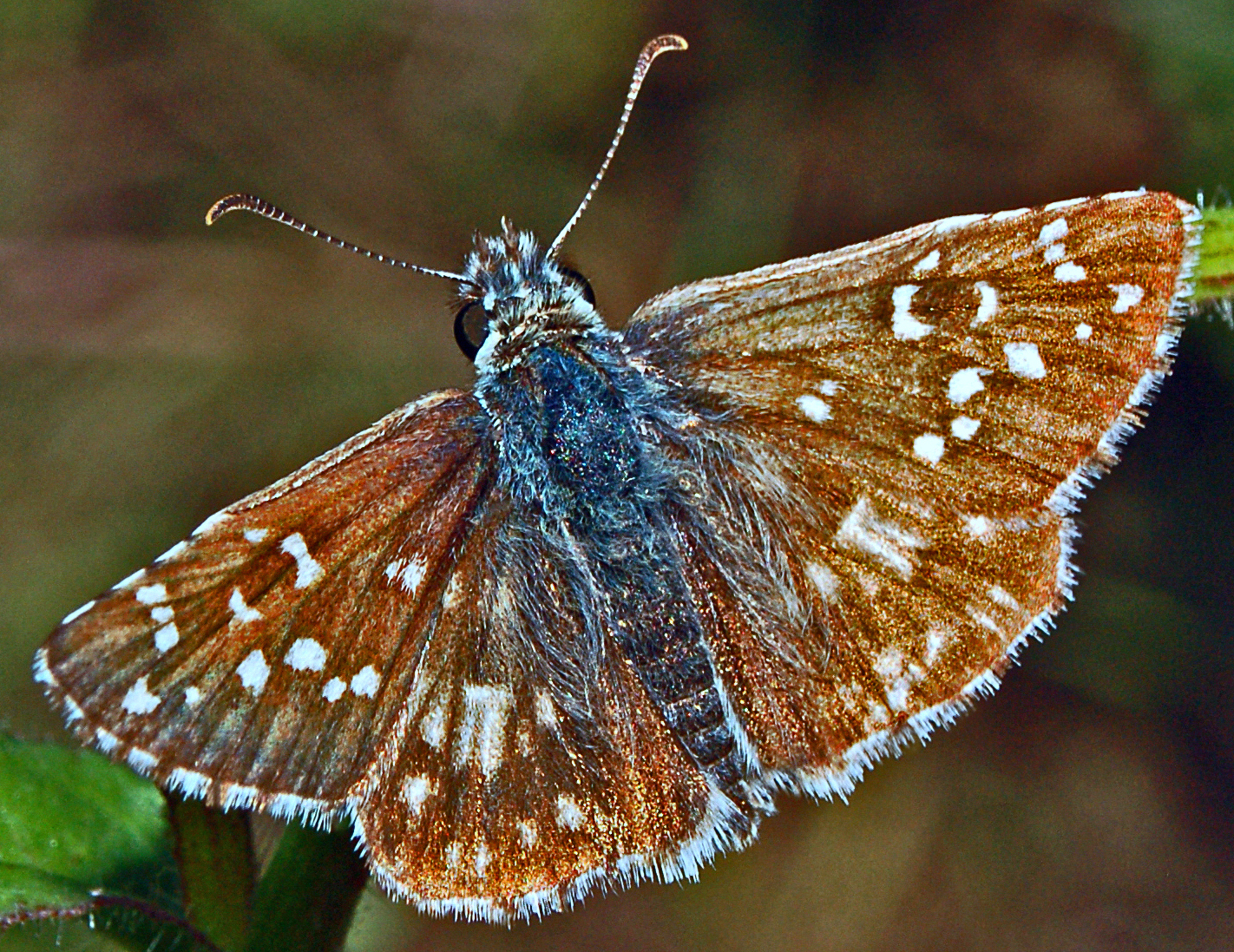
Pyrgus onopordi
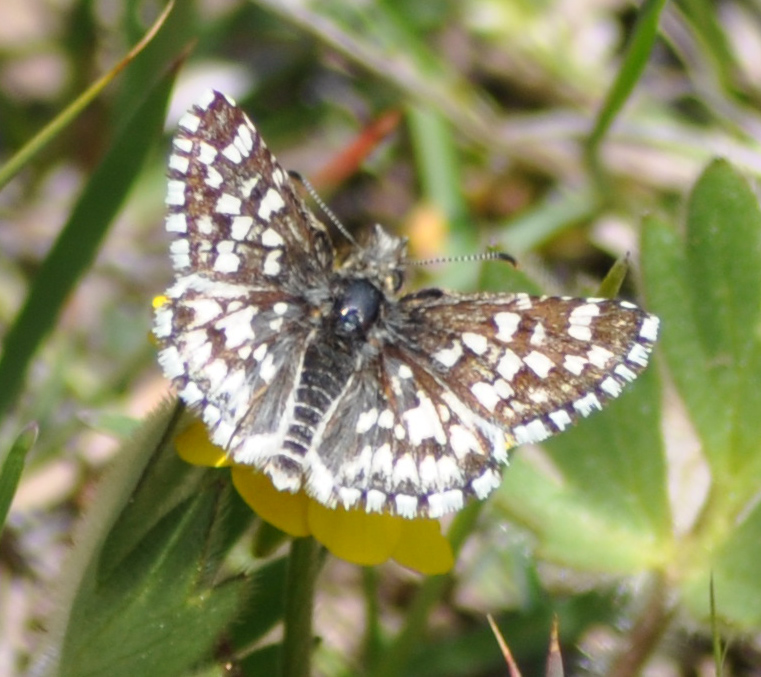
Pyrgus ruralis
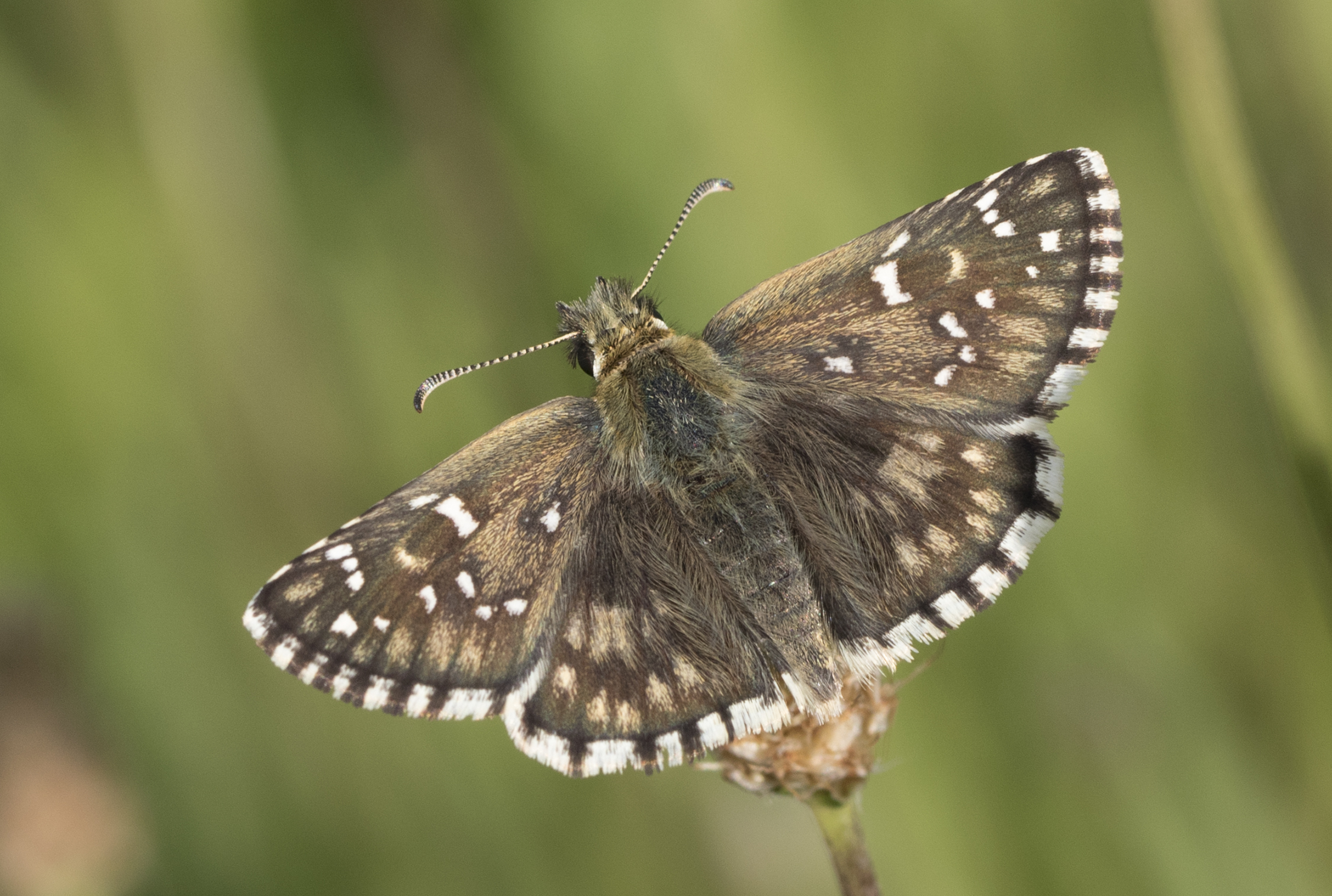
Fingerörtsvisslare, Pyrgus serratulae
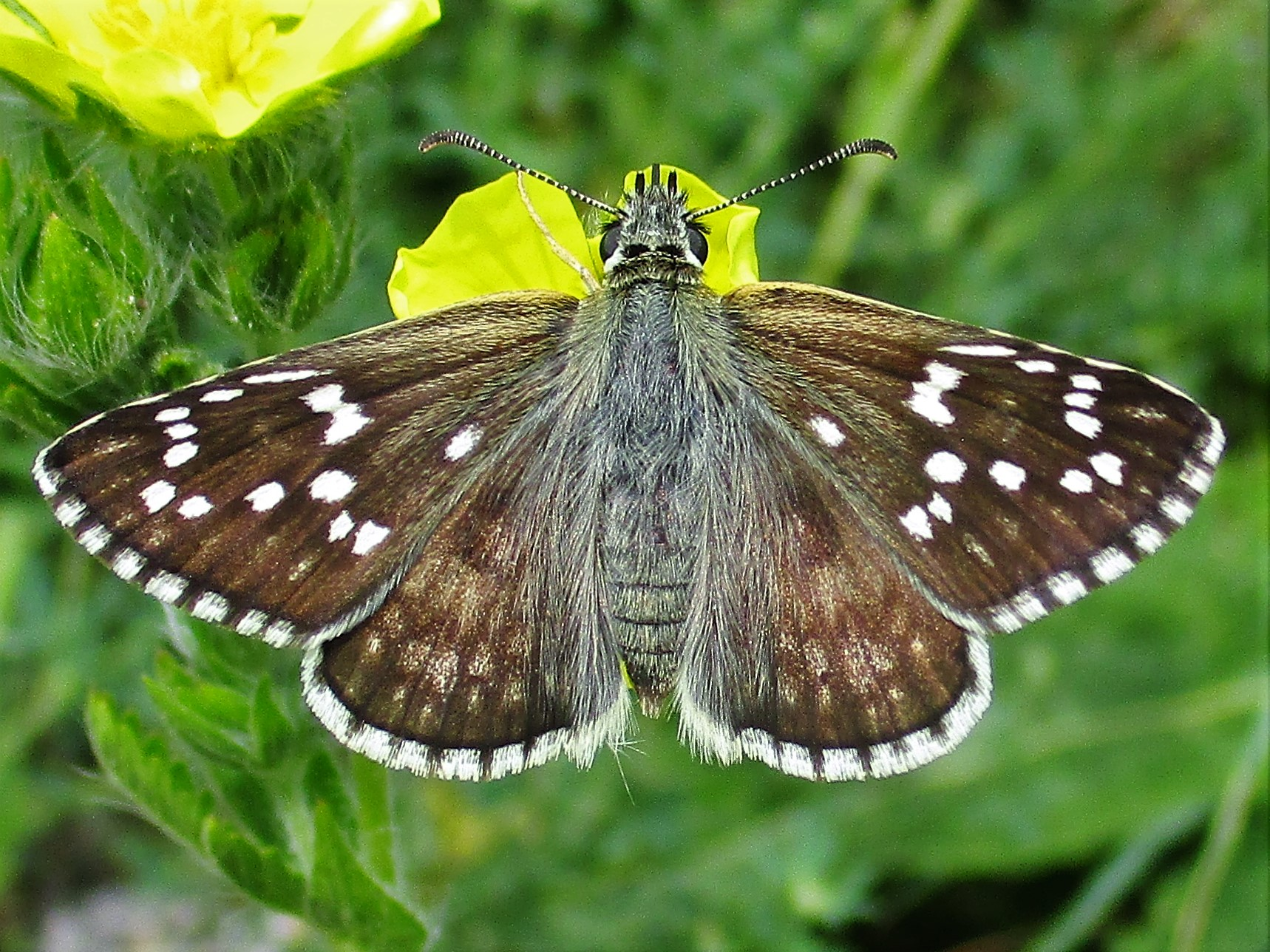
Pyrgus sidae